# Rohovka

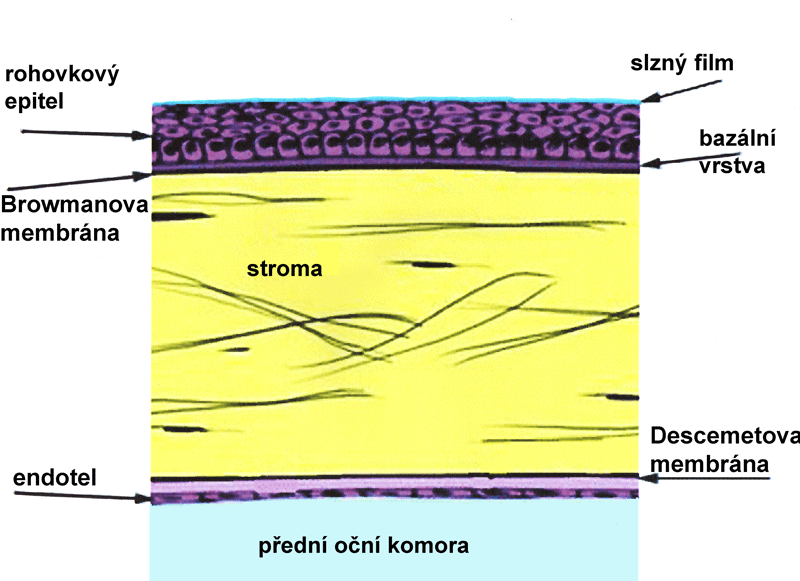
Přehledové schéma rohovky.

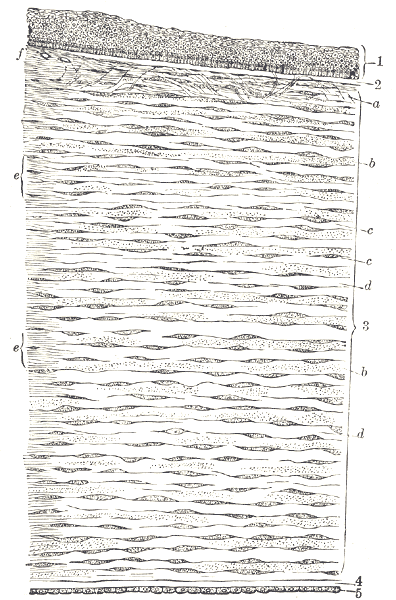
Řez lidskou rohovkou
Henry Gray (1821–1865). Anatomy of the Human Body. 1918

Rohovka (lat.: cornea) je průhledná kopulovitě zakřivená vrstva pokrývající přední část oka. Má tvar terčíku a na svém okraji nazývaném limbus přechází do neprůsvitné vrstvy. Je naprosto čirá a má lesklý povrch. Průhlednost rohovky a její optické vlastnosti umožňují světlu dosáhnout sítnice a vyvolat zrakový vjem. Základním úkolem rohovky je prostup a lom světla. Z vnitřní strany je rohovka omývána komorovou tekutinou. Z vnější strany je přes slzný film vystavena přímému kontaktu s vnějším okolím. Rohovkou neprocházejí žádné krevní cévy, proto je vyživována částečně výměškem slzného aparátu a částečně komorovou vodou z přední oční komory.

## Vrstvy rohovky primátů
Lidská rohovka je, tak jako u jiných primátů, složena z pěti vrstev. Tyto vrstvy směrem z vnějšku dovnitř jsou:
1. Rohovkový epitel je tvořen 5–6 vrstvami buněk. Buňky na bazální vrstvě jsou schopny buněčného dělení a postupně putují k povrchu epitelu. Odumírající buňky se šupinově odlupují z povrchu oka a jsou odplavovány slzami. Tato stále se regenerující vrstva společně se slzným filmem je významným komponentem lomivé síly oka a ostrosti jeho vidění.
2. Bowmanova membrána, která fakticky ani není membránou, tvoří přechodovou nebuněčnou vrstvu mezi bazální vrstvou a stromatem. Je tvořena především vlákny kolagenu, podobnými jako ve stromatu.
3. Rohovkové stroma je nejsilnější vrstvou rohovky. Je tvořeno především nebuněčnou hmotou, zejména plochými lamelami kolagenních vláken, které jsou produkovány buňkami stromatu – keratocyty. Je vláknité, tuhé, houževnaté a perfektně průhledné.
4. Descemetova membrána je bazální membránou endotelu, jehož je produktem. Její hlavní složkou jsou kolageny a laminin.
5. Rohovkový endotel je tvořen tenkou vrstvou buněk bohatých na mitochondrie. Odděluje rohovku od přední oční komory a udržuje rohovku v mírně dehydrovaném stavu, jež je nezbytné pro její optickou průhlednost.

Lidská Rohovka má značnou optickou mohutnost ±43 dioptrií, představuje zhruba dvě třetiny celkové optické mohutnosti oka a společně s čočkou, která má ±20 dioptrií, se podílí na lomu světla přicházejícího do oka. Celková hodnota refrakce (lomivosti) oka 58,7 d je nižší proto, že je nutné odečíst sílu přední oční komory, která činí přibližně 4 dioptrie.
Rohovka obsahuje mnoho nervových zakončení a tak je extrémně citlivá na dotyk, chemické nebo tepelné podráždění. Tato podráždění spouštějí rohovkový reflex, který uzavírá víčko a zvyšuje přítok slz. Průměr rohovky dospělého člověka je 11,5 mm. Uprostřed je rohovka 0,5–0,6 mm silná, u okraje pak 0,6–0,8 mm.